# Габидуллина, Гузель Магасумовна
Гузе́ль Магасу́мовна Габиду́ллина (род. 13 апреля 1986) — российская спортсменка, серебряный призёр Чемпионата России по эстафетному бегу (2009), мастер спорта России.

## Биография
Занялась легкой атлетикой ещё учась в гимназии № 4. Первым её тренером была Мария Алексеевна Кириллова (СДЮСШОР). Специализировалась в легкой атлетике и в летнем биатлоне. По легкой атлетике её тренировал Арсен Киреев, по биатлону — Алексей Ишмурзин. В 2010 году приказом Минспорттуризма России ей было присвоено звание мастера спорта России по биатлону.
В декабре 2010 года на Кубке Республики Башкортостан Гузель Габидуллина быстрее всех преодолела дистанцию 3000 метров. В 2011 году в Ижевске Гузель Габидуллина стала победительницей Кубка России по летнему биатлону — «Кубок ДОСААФ-2011». На чемпионате России по кросс-биатлону в женской эстафете 4х3 км победила сборная Башкортостана, в составе которой была и Гузель Габидуллина.
Носит хиджаб. По состоянию на 2017 год работала в «Газпроме», за семь лет она прошла путь от слесаря до инженера внутридомового газового оборудования.